# Gandhara-Grabkultur

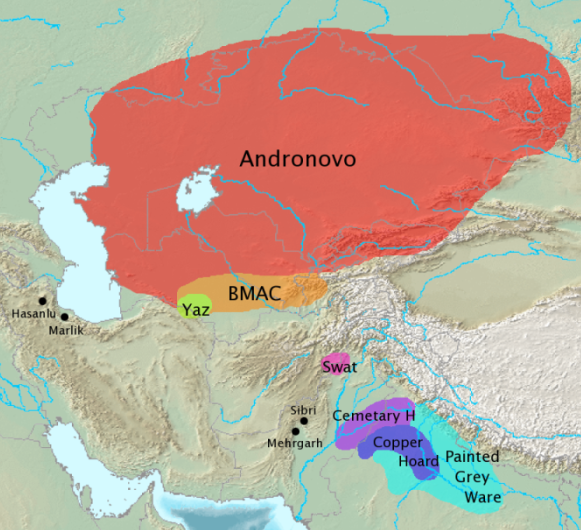
Mit den Indo-Iranischen Wanderungen assoziierte Kulturen sind gemäß EIEC die Andronovo-, die Oasenkultur(BMAC) und die Yaz-Kultur. Die Gandhara-Grabkultur (eingezeichnet als Swat) sowie die Kupfer-Hort- und PGW-Kultur dürften auf Indo-Arische Bewegungen zurückzuführen sein.

Die Gandhara-Grabkultur, englisch Gandhara grave culture, auch als Swat-Kultur bezeichnet, war eine bronze- und eisenzeitliche Kultur in Pakistan und in Afghanistan, die im Zeitraum von 1600 bis 500 v. Chr. Bestand hatte.

## Typlokalität
Die Gandhara-Grabkultur wurde nach ihrer Typlokalität benannt, der Region von Gandhara im Norden Pakistans und des angrenzenden Afghanistans. Kulturell relevante Funde wurden vorwiegend in Gräbern gemacht, daher auch die Bezeichnung. Der Begriff stammt vom pakistanischen Archäologen Ahmad Hasan Dani. Er bezeichnete damit die protohistorischen Friedhöfe, die in der ehemaligen achämenidischen Satrapie Gandhara gefunden wurden.
Die Gandhara-Grabkultur sollte nicht mit der später auftretenden, buddhistisch-hellenistisch beeinflussten Gandhara-Kultur verwechselt werden.

## Verbreitungsgebiet
Relevante Artefakte der Gandhara-Grabkultur wurden am Swat und am Dir im Norden Pakistans, am Chitral im Nordwesten, um Taxila im Südosten und am Gomal im Süden angetroffen.
Ausgehend von diesem Kerngebiet wurde das Verbreitungsgebiet der Gandhara-Grabkultur mittlerweile nach Osten bis an den Indus und nach Süden ins Tal von Peschawar ausgedehnt. Möglicherweise ist auch die Friedhofs-Fundstätte von Sarai Khola im Punjab noch hinzuzurechnen. Selbst noch mit Grabstätten im Himalaya von Uttar Pradesh scheint eine Affinität zu bestehen. Ausgrabungen in Dir und in Swat bestätigen, dass es sich bei der Gandhara-Grabkultur um eine homogene archäologische Kultur handelt mit vereinheitlichten Grabstätten und Begräbnismustern, Keramikfunden und anderen Artefakten.

## Kulturelle Verbindungen
Keramikfunde aus der Gandhara-Grabkultur zeigen eindeutige Verbindungen zu zeitgleichen Kulturen Zentralasiens wie beispielsweise der Oasenkultur und zum Hochplateau Irans. So waren einfache Terrakottafiguren zusammen mit Keramikgegenständen vergraben worden, andere Gegenstände wiederum waren mit charakteristischen Punktmustern verziert.

## Divergierende Interpretationen
Die Kulturträger der Gandhara-Grabkultur werden von den meisten Fachleuten mit eindringenden Indoariern assoziiert.  Diese Assoziation stützt sich auf die nicht unproblematische  Kombination moderner linguistischer Muster, hypothetischer Sprachfamilien, dem Rigveda und  der verbreiteten Vorstellung eines kulturellen Niederganges nach der Blütezeit von Harappa.
Die alternative Erklärung hierzu ist eine eigenständige, kontinuierliche und ortsgebundene Entwicklung, die offensichtlich durch neuere Ausgrabungsergebnisse und eine Neuinterpretation bestehenden Fundmaterials gestützt wird. Dies wird auch von Stacul befürwortet, der im Swat-Tal eine kontinuierliche Entwicklung von 1700 bis 400 v. Chr. erkennt. Für ihn haben sich die charakteristischen Grabmäler als Antwort auf eine Intensivierung des Ackerbaus und einen wachsenden Bevölkerungsdruck entwickelt. Ali (1998) konnte überdies eine Kontinuität von der Gandhara-Grabkultur – charakterisiert durch in kreisförmige Vertiefungen eingelassene, rechteckige Steinkisten, rotpolierte Keramik und Gefäße mit welligem Rand – hin zu den ersten historischen Städten wie Bala Hisar (datiert auf das frühe erste Jahrtausend v. Chr.)  und Hathial aufzeigen.
Physiologische Affinitäten zur neolithischen Bevölkerung von Mehrgarh scheinen offensichtlich zu bestehen. Dies macht ein "biologisches Kontinuum" zwischen den frühen Einwohnern Timergaras – einer ehemaligen Nekropole der Gandhara-Grabkultur – und denen Mehrgarhs sehr wahrscheinlich. Diese Ansicht wird jedoch von Elena E. Kuz'mina nicht geteilt, da sie Überreste fand, die denen zentralasiatischer Bevölkerungen glichen.
Nach Parpola (1993) ist die Gandhara-Grabkultur nicht mit der bronzezeitlichen Oasenkultur Baktriens und Margianas gleichzusetzen.
Bereits Tusa (1977) führte aus, dass die Gandhara-Grabkultur trotz ihrer kulturellen Neuerungen mit den Traditionen der vorangegangenen Periode in Kontinuität stand. Ferner vertrat er den Standpunkt, dass es „ein Fehler wäre, den spärlichen Beziehungen zum Nordwesten Irans und zum Norden Afghanistans einen historischen Stellenwert zukommen zu lassen“. Überdies beruhen die angeblichen Beziehungen nur auf materiellen Fundgegenständen, deren Verbreitung  auch ohne wirklichen kulturellen Kontakt erfolgt sein konnte.
Ähnlich sehen auch Antonini (1973), Stacul und andere keine verwandtschaftlichen Beziehungen der Gandhara-Grabkultur zu der Beshkent-Kultur in Kirgistan und auch nicht zur Vakhsh-Kultur in Tadschikistan.
Dagegen sieht Kuz'mina (2007) in den archäologischen Funden und Grablegen sehr wohl eine Übereinstimmung mit diesen Kulturen.

## Handelsbeziehungen
In der der Gandhara-Kultur vorangegangenen Frühen Harappa-Phase (ca. 3200 bis 2600 v. Chr.) belegen Ähnlichkeiten in Keramikversiegelungen, Figurinen, Schmuckgegenständen etc., dass zur damaligen Zeit bereits ein intensiver Karawanenhandel des indischen Subkontinents mit Zentralasien und dem Iranischen Hochland bestanden hatte.

## Fundstätten und Chronologie
- Aligrama – protohistorisch (1540 bis 655 v. Chr.)
- Aligrama – chalkolithisch (1360 bis 1090 v. Chr.)
- Bala Hisar (10. Jahrhundert v. Chr.)
- Balambat
- Bir-kot-ghundai
- Kalakoderay
- Kolo Gree
- Lashtotak
- Loebanr I
- Loebanr III – chalkolithisch (1730 bis 1225 v. Chr.)
- Sarai Khola in Punjab
- Timergara – prähistorische Nekropole (1590 bis 1470 v. Chr.)
- Timergara – protohistorische, achämenidische Nekropole (1000 bis 800 v. Chr.)
- Zarif Karuna bei Peschawar

Die benutzten Altersangaben beruhen auf Radiokohlenstoffdatierungen. Sie zeigen, dass die Gandhara-Grabkultur bereits um 1730 v. Chr. in Loebanr III einsetzte und dann in Aligrama bis 655 v. Chr. andauerte.